# Jonathan Holland
Jonathan Holland (Monroe, 18 febbraio 1985) è un giocatore di football americano statunitense che è attualmente free agent.

## Nella NFL
Stagione 2007
Preso come 254a scelta dagli Oakland Raiders. Durante la "preseason" si è infortunato è ha passato il resto della stagione sulla lista degli infortunati.
Stagione 2008
È sceso in campo per la prima volta in una partita ufficiale il 4 dicembre a San Diego contro i San Diego Chargers dopo che ha passato le prime 12 partite con la squadra di pratica. Ha giocato 3 partite di cui nessuna da titolare facendo 5 tackle di cui 4 da solo recuperando anche un fumble.
Stagione 2009
Il 5 settembre con i tagli primi dell'inizio della stagione regolare è stato svincolato, ma il giorno successivo ha rifirmato con la squadra di pratica.
Il 26 settembre è entrato a far parte dei 53 giocatori attivi del roster della squadra. Ha giocato 14 partite facendo 28 corse su kickoff per 550 yard e ha fatto 6 tackle tutti da solo.
Stagione 2010
Il 9 agosto è stato messo sulla lista degli infortunati a causa di una grave slogatura alla cavaglia. Il 21 settembre è stato svincolato.

## Vittorie e premi
Nessuno.